# Jaap Kunst

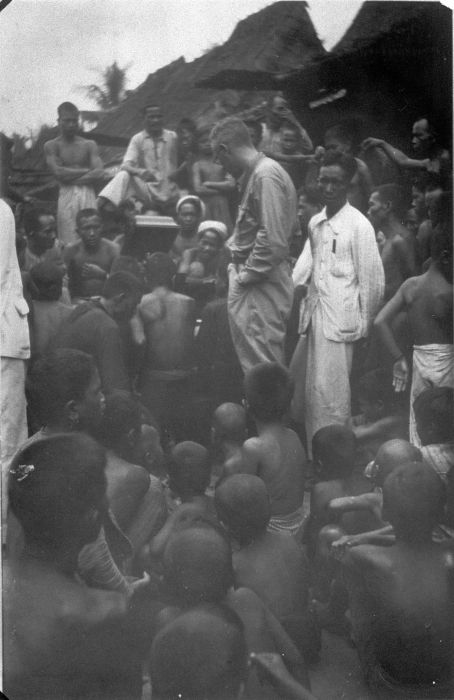
Kunst på besök på den indonesiska ön Nias (1930) i syfte att göra fonografiska inspelningar.

Jaap Kunst, född 12 augusti 1891 i Groningen, död 7 december 1960 i Amsterdam, var en nederländsk musikvetare.
Kunst var framför allt inriktad på studiet av gamelanmusiken i Indonesien. Genom sitt arbete Ethnomusicology: A Study of its Nature, its Problems, Methods and Representative Personalities (1959) lade han grunden till den moderna musiketnologin.